# Caxito
Caxito este un oraș în Angola. Este reședința provinciei Bengo.